# Aspidosperma nanum
Aspidosperma nanum är en oleanderväxtart som beskrevs av F. Markgraf. Aspidosperma nanum ingår i släktet Aspidosperma och familjen oleanderväxter. Inga underarter finns listade i Catalogue of Life.